# Pierre Raboceau
 (février 2024).
La mise en forme du texte ne suit pas les recommandations de Wikipédia : il faut le « wikifier ».
Les points d'amélioration suivants sont les cas les plus fréquents. Le détail des points à revoir est peut-être précisé sur la page de discussion.
- Les titres sont pré-formatés par le logiciel. Ils ne sont ni en capitales, ni en gras.
- Le texte ne doit pas être écrit en capitales (les noms de famille non plus), ni en gras, ni en italique, ni en « petit »…
- Le gras n'est utilisé que pour surligner le titre de l'article dans l'introduction, une seule fois.
- L'italique est rarement utilisé : mots en langue étrangère, titres d'œuvres, noms de bateaux, etc.
- Les citations ne sont pas en italique mais en corps de texte normal. Elles sont entourées par des guillemets français : « et ».
- Les listes à puces sont à éviter, des paragraphes rédigés étant largement préférés. Les tableaux sont à réserver à la présentation de données structurées (résultats, etc.).
- Les appels de note de bas de page (petits chiffres en exposant, introduits par l'outil «  Source ») sont à placer entre la fin de phrase et le point final[comme ça].
- Les liens internes (vers d'autres articles de Wikipédia) sont à choisir avec parcimonie. Créez des liens vers des articles approfondissant le sujet. Les termes génériques sans rapport avec le sujet sont à éviter, ainsi que les répétitions de liens vers un même terme.
- Les liens externes sont à placer uniquement dans une section « Liens externes », à la fin de l'article. Ces liens sont à choisir avec parcimonie suivant les règles définies. Si un lien sert de source à l'article, son insertion dans le texte est à faire par les notes de bas de page.
- La présentation des références doit suivre les conventions bibliographiques. Il est recommandé d'utiliser les modèles {{Ouvrage}}, {{Chapitre}}, {{Article}}, {{Lien web}} et/ou {{Bibliographie}}. Le mode d'édition visuel peut mettre en forme automatiquement les références.
- Insérer une infobox (cadre d'informations à droite) n'est pas obligatoire pour parachever la mise en page.

Pour une aide détaillée, merci de consulter Aide:Wikification.
Si vous pensez que ces points ont été résolus, vous pouvez retirer ce bandeau et améliorer la mise en forme d'un autre article.
Pour les articles homonymes, voir Raboceau.
Pour le secrétaire du duc de Bretagne né vers 1410, voir Jacques Raboceau.
Pierre Raboceau, né vers 1395 au duché de Bretagne, secrétaire des ducs Pierre II et François II de Bretagne, de 1459 à 1476 Chancelier de Bretagne.

## Biographie
Fils de Pierre Raboceau, il avait un jeune frère Jacques Raboceau qui suivit la même carrière auprès des ducs de Bretagne, et qui donna également le prénom de Pierre à son fils. Pierre Raboceau avait également un neveu prénommé Jacques.

### Sous Pierre II de Bretagne de 1450 à 1457
Gilles de Bretagne (?-1450) qui a pris le parti des Anglais, est emprisonné puis le 25 avril 1450, ses geôliers l'étrangle et fuient en France.
Ses bourreaux sont rattrapés et enlevés sur les terres françaises ce qui va compliquer les relations entre les deux souverains.
Olivier de Méel et ses complices sont alors tour tués à Vannes, le 8 juin 1451, et les frères du dernier duc vont tout mettre en œuvre pour punir les assassins de leur frère ainsi que leurs complices.
Jean Loaisel, occupe depuis le début de 1451 le poste de Président du Parlement de Bretagne, le président et juge universel de Bretagne est apres le chancelier le chef de l'ordre judiciaire
Guillaume de La Loherie, président de Bretagne, il n'était pas chevalier. Sénéchal de Guérande, et conseiller de Jean V de Bretagne, que Pierre II ramena au rang de conseiller.
Les transferts d'évêché en 1450
Lors du Conseil ducal de 1451-1452, l'évêque de Vannes, était Vice-chancelier de Bretagne de 1451 à 1457, Yves de Pontsal, évêque de Vannes de 1444 à 1476. Il obtient la canonisation de Vincent Ferrier (1350-1419). Jean du Cellier (1433-?), fut sénéchal de Nantes en 1454-1455, puis de Rennes de 1458 à 1463.
Jean L'Espervier (?-1486), est (du 15 juillet 1450 à 1486), évêque de Saint-Malo, et précédemment de Saint-Brieuc (du 25 avril 1450 au 15 juillet 1450), président des comptes. Au Conseil, l'assemblée est composée de 5 conseillers, non autrement qualifiés, auxquels il convient d'ajouter 3 chevaliers et chambellan dont le plus grand titre, celui de Grand maître d'Hôtel de Bretagne, Henri de Villeblanche (14..-1483), seigneur de La Marche, maire de Rennes de 1450 à 1459 qu'Arthur III au contraire poursuivit comme complice du meurtre de Gilles de Rais.
Selon les comptes des années 1454-1455, le Conseil comporte 4 évêques, le chancelier de 1450 à 1456 est : Jean de la Rivière (?-28 février 1461), : Guillaume Brillet (?-1447). Il portait : « De gueules au chevron d'hermine ». 13 conseillers dont le président et 2 sénéchaux, sans oublier l'aumônier du duc, ainsi que 5 maîtres des requêtes.
Guillaume Chauvin (v.1422-Nantes 5 avril 1484) est président de la chambre des comptes, chancelier du duc de 1460 à 1481. Il possède le manoir de l'Éperonniére en la paroisse de Saint-Donatien. Il représente François II au traité d'Ancenis, et sera renversé par son rival Pierre Landais qui fut trésorier et receveur de Bretagne de 1460 à sa mort le 19 juillet 1485

### Sous Arthur III de octobre 1457 à décembre 1458
Sous le court règne du duc Arthur III de Bretagne (1393-1458), qui ne fut duc de Bretagne et comte de Montfort du 22 septembre 1457 au 26 décembre 1458, il semble qu'aucun membre de la famille Raboceau n'ai occupé de fonction sous le règne de ce prince. Il n'existe qu'une seule liste pour la réunion du Conseil qui commence le 1er octobre 1457, ils seront 14 personnes à siéger. Jean de la Rivière est ramené par le nouveau duc au rang de simple conseiller
Le 18 septembre 1457, Jean du Cellier (1433-?), fut institué  comme sénéchal de Nantes à la place de Jean de la Rivière. Il était présent en 1458 comme chancelier à l'hommage du duc Arthur III de Bretagne au roi Charles VII, mais comme Guillaume Chauvin ayant été nommé la même année à ce poste, Jean du Cellier fut promu président de la Chambre des comptes de Bretagne de 1459 à 1461.

### Sous François II de Bretagne de 1458 à 1488
Pierre de Raboceau figure sur la liste des procureurs de Guérande dont le rôle est de défendre les droits et les intérêts du seigneur, et seconder l'action du receveur dans les cours de justice. Il perçoit 12 livres de gages
François II de Bretagne, ne gouverne pas avec des favoris ; mais avec des gens expérimentés dans le droit et la finance, ayant déjà exercé des charges importantes au sein du duché.
Il agit dans un souci d'apaisement, rappelant au pouvoir des personnalités disgraciées précédemment.

#### 1459à1460
- Sur le paiement d'un collier d'or acheté par le duc de Bretagne

Dans la réunion du Conseil du 1er avril 1458 la délibération tourne autour de l'affaire du collier qu'il faut rendre, puisque le duc n'est pas en mesure financièrement d'en assurer le règlement.
Au château de Nantes, le 13 avril 1459, le duc entre après le début de la séance et repart après la fin.
Les questions à l'ordre du jour l'intéressent pourtant puisqu'il s'agit d'un arrangement avec Geoffroy Le Ferron trésorier de Bretagne et sa prestation de serment en qualité de conseiller; de l'ordonnance sur l'Université de Nantes, sans oublier la délibération sur le traité avec les Portugais.
Déjà évoqué dans le Conseil du 8 juillet 1459 tenu au château de l'Hermine à Vannes.
Dans le procès-verbal du 25 juillet 1459 Pierre Raboceau s'exprime ainsi : « Délibéré que le duc doit avoir pour son conseil maître Bizien Mériadec, et qu'il doit résider et que le duc doit lui donner ordonnance ». Aux séances, les nouveaux venus prêtent serment entre mains du chancelier. Certaines personnes ne venaient au Conseil que lorsque les questions leur apparaissaient comme intéressantes. Les évêques lorsqu'ils étaient en conflits avec la juridiction ducale.
Dans les séances de 4 juillet 1459 et du 28 juillet 1460 On voit apparaître l'amiral de Bretagne lors de discussions sur l'organisation de nouveaux convois maritimes. Un petit groupe de mariniers de Saint-Malo; Saint-Brieuc ; Tréguier ; Léon ; Quimper; Ciz-Castel (Léon) pour donner leur avis sur la paix avec le Portugal et sur le convoi de mer ou bien celle de 78 bourgeois, manants et habitants de la ville de Nantes. Il est aussi question de fixer la dotation allouée à la nouvelle Université de Nantes. Tous ces participants ne sont que des visiteurs exceptionnels, invites en raison de leur compétence dans le domaine du sujet traité en séance, les autres ne sont pas considérés comme conseillers.
Dans les comptes de 1459-1460, il atteste que Jean Rouville (?-ap.02/1476) avait suivi le duc à Tours près du roi, tandis que le chancelier, le président et les autres gens du Conseil étaient restés en Bretagne.
Le Conseil fut sollicité par un sergent royal pour accorder l'exequatur à un mandement et à une commission l'ajournement devant le Parlement de France, les conseillers présents observèrent que la cause touchait le fait de la principauté de Bretagne et du Duc dès le 8 juin précédent, le procès-verbal porte qu'il faut parler au plus grand nombre du Conseil.
Les trésoriers s'occupent qu'une petite place au Conseil, le trésorier et le receveur général fut d'abord Jean du Bois qui devint en 1460 président des comptes de Bretagne
À propos d'un procès pendant au Parlement de Paris entre le duc et le chevalier de Jean de Hingant, propriétaire du château de Hac (Le Quiou) à qui fut imputée une part de responsabilité dans le meurtre de Gilles de Rais, il convient dit le Conseil : «  que le duc écrive à son procureur et a son conseil à Paris que la cause soit pourvue nonobstant quelconques lettres que le duc par importunes requêtes sans délibérations de son conseil écrive »  le 28 août 1460 ou on parle des erreurs du duc, expression qui revient à plusieurs reprises dans les séances des 5 novembre 1461, 2 août 1461, 5 décembre 1460.
Le maître des requêtes apprend au cours de la séance du 12 mars 1460 que le duc avait reçu à Razilly où il était chez le roi, une requête dudit évêque "  fut déplaisant de ce qui lui avait été fait tout autre devint le sentiment du roi que révèle le procès-verbal du 13 septembre 1460 : «  Le Conseil étant d'avis de superviser jusqu'à la Toussaint et entre cy et là en parler au duc et d'apaiser qui pourra  »,
Un différend s'élève entre le duc et sa sœur noté dans la réunion du 13 octobre 1460 au sujet d'une requête des fermiers de l'impôt du comté nantais, et le Conseil décide : « qu'il en sera parlé au duc pour ordonner ».

#### 1461à1463
Dans sa séance du 1er avril 1461, le Conseil, après avoir désigné 5 commissaires dans un procès criminel, a ajouté « Saura l'on du duc si lesdits commis lui sont agréables, sinon il les ordonner et nommera tels que bon lui semblera » séance du 26 mai 1461.
Le 17 août 1461, au cours d'un procès criminel intenté à un conseiller, le Conseil opine que le duc doit pardonner. Le Vice-chancelier ira à Ancenis vers le duc et lui dira : «  le 20 août deux conseillers trouvent le duc du Chastel Tanneguy IV du Chastel (?-1477), avec Jeanne de Raguenel de Malestroit et de Combourg, la fille du "Maréchal de Malestroit", dit Jean IV de Raguenel », le duc dira à son intention. Le duc le fait à la fin de 1461 Grand Maître d'Hôtel
Tenue à La Cohue des États de Bretagne à Vannes en 1462
C'est à partir de la nomination d'Amaury d'Acigné au siège épiscopal de Nantes le 29 mars 1462 et d'Arthur de Montauban  à l'abbaye de Redon le 5 avril 1462. Le Grand Conseil qui s'est tenu le 8 novembre 1462 avait pour but de traiter de la question de la rébellion du nouvel évêque de Nantes, auquel le duc est obligé de saisir le temporel. Ce qui provoque la réaction du prélat qui jette l'interdit sur le duché.
Mais surtout après la saisie des papiers du nonce Cesarini (1398-1444), qui exacerba les relations entre le duc de Bretagne et le roi de France en juin 1463. L'évêque a répondu à la saisine de son temporel par l'interdit sur le fief du duc.
Dans la réunion du Conseil du 18 juin 1462, le duc François II, nomme son écuyer Yvon de Kerouzéré conseiller et chambellan au Conseil, dit avoir reçu son serment, mais son nom ne figure pas
Le dimanche 8 juillet 1462, séance devant le duc au château de l'Hermine à Vannes, Grand Conseil ou l'on traite de l'épineuse question de la rébellion du nouvel évêque de Nantes Amaury d'Acigné, évêque de 19 mars 1462 au 23 février 1477 qui a refusé le serment au duc, ce qui va déclencher la Ligue du Bien public.
Le 13 mars 1463, le procès-verbal mentionne que le chancelier est hors du pays après le 4 février de la Chancellerie de la même année cesse définitivement de paraître au Conseil. Le Vice-président, Jean de Rouville (?-ap.02/1476), le remplace.
Ils ont rendu le sceau qu'ils détenaient depuis le départ du duc le 16 février 1462
Puis dans la foulée arriva en juin 1463, alors qu'il est garde du sceau des actes du conseil ou contre-sceau de la Chancellerie.
Dans les comptes de 1459-1460, au début du règne de François II, le Conseil ducal comprend le chancelier, l'évêque de Saint-Malo, le président, le vice-président, le vice-chancelier, 8 conseillers, ainsi que 4 maîtres des requêtes. Ils siégeaient alors entre 10 et 20 personnes au conseil.
Sur 306 séances au cours des années de son règne François II n'assista qu'à 3 séances.
Jean de Rouville préside encore les séances du 14 février 1463 et le 1er avril 1463, le registre se terminant le 6 avril 1463.

#### L'affaire des sauf-conduits
Dans d'autres lieux les pratiques frauduleuses et parmi celles-ci l'affaire de la filière du Croisic qui éclata à la suite de l'arraisonnement au large de Guérande d'une flottille de cinq navires anglais par deux navires battant pavillon français et armés en guerre : " La Grant Caravelle", de Saint-Gilles-sur-Vie.
Le duc alors procureur général dans cette affaire, intenta le 18 juin 1463 un procès à son secrétaire Pierre Raboceau, ainsi qu'à son frère Jacques et au chancelier, pour trafic de "'blancs scellés"
Les blancs seings furent remis par Jacques Raboceau à Gilles de Cresolles le 9 juin 1463 sur lesquels Pierre Raboceau son oncle, procureur ducal à fait figurer le sceau des actes en blanc.
Les relations entre le duc, et le roi de France, Louis XI n'étant pas en 1463 au beau fixe, le duc et son conseil tenaient à garder secrètes les réflexions et décisions prises lors des réunions du conseil, ce qui explique les raisons pour lesquelles les livres des rapports sont incomplets ou même inexistant. Le premier comporte 240 feuillets non remplit.

#### 1464à1465
Pierre de Raboceau signé entre 1459 et 1469 829 actes. Tous les réacteurs d'actes sont plus ou moins spécialisé. Pierre Raboceau se partage entre le juridique et l'ecclésiastique. Jacques Raboceau et Guillaume de Forest (1473-1510) se consacrent aux dossiers juridiques.
Dans un des registres conservés, dit : " papiers des délibérations ", on peut voir que l'écriture est rapide, avec une certaine négligence d'allure, des ratures, lacunes, marges sans régularité, écrit au cours de la séance avec sa signature en pleine page
Le 23 décembre 1465, Louis XI conclut avec le duc le Traité de Caen (1465) rétrocédant à celui-ci : une partie des impôts royaux la régale, et les Aides et lui restitue les fiefs de Montfort et Étampes.
Au budget de 1481, le Conseil comprend seulement 6 personnes que Pierre Raboceau à spécialement affecté, mais d'autres conseillers peuvent figurer à d'autres chapitres
Par son mariage le 6 décembre 1491 avec le roi Charles VIII, la duchesse Anne mettait ainsi fin à quatre années de guerres.

## Famille
Époux de de Guillemette Moreau (fille de Thomas Moreau, seigneur de la Barocière, du Verger, de la Haye et de La Gierie)  avec laquelle ils eurent trois enfants.
A la mort de Pierre, son frère Jacques devient à son tour secrétaire du duc. Ils avaient tous les deux une signature très ressemblante

## Alliances
Les Raboceau ont tissés des liens de parenté avec les grandes familles qui étaient attachées au service des ducs de Bretagne de la chancellerie, de la cour des comptes, Parlement de Bretagne, comme les : Le Lou; SS; du Breil ; Jallier; Rogon; Poulain; Hux; Boux; Bidé ; Marraine; Dessefort.

## Armoiries
- « D'argent au rencontre de cerf de gueules surmonté de deux oiseaux de sable »
- «  En arc hante c' garbenn- Karv en gwad, leinet gant saoul evn en sabel »

## Domaines
Il tenait ses fiefs en Franc-alleu, et n'avait donc pas d'hommage à rendre à un seigneur ni à payer de redevance seigneuriale comme le cens, ni les lods à chaque mutation pour lui et ses descendants d'où l'expression "terres allodiales"
- Manoir de Boisjourdan à Bouvron, programmé à la destruction par la municipalité qui en est propriétaire et souhaite faire une construction moderne avec commerces et logements[30]
- Franchie en 1453, de son fief de la Baronnière paroisse d'Orvault[31]
- La Botinière, terre sur la paroisse de Saint-Donatien, anoblies pour Pierre Raboceau, secrétaire du duc en 1495[32]
- Petit Blottereau et Grand Blottereau. En 1401 le domaine possède une " maison d'hébergement", sorte de manoir avec nous, terres, vignes, pastures, sauzaie, pulaille, à rente en 1433. Le fief est affranchi et devient franc-fief à un roturier Pierre Raboceau qui en devient propriétaire avant d'être anobli.